# Église Saint-Gervais-et-Saint-Protais de Saint-Gervais-les-Bains
L'église Saint-Gervais-et-Saint-Protais de Saint-Gervais-les-Bains est une église située à Saint-Gervais-les-Bains, en France. L'église est dédiée aux saints Gervais et Protais, martyrs du Ier siècle.

## Localisation
L'église est située dans le département français de la Haute-Savoie, sur la commune de Saint-Gervais-les-Bains.

## Historique
Les reliques des saints Gervais et Protais sont inventées au IVe siècle par Ambroise de Milan. Leur culte se répand particulièrement au IXe siècle, diffusé par les échanges importants entre l'espace savoyard et le Milanais. La paroisse semble active au XIIe siècle : deux des cloches détruites dans l'incendie de 1792 seraient datées de 1108 et de 1159. Une première mention de l'église apparait peut-être dans les sources en 1137. Au XIIIe siècle Saint-Gervais est mentionné dans une donation de Béatrice de Faucigny.
En 1440, le vicaire de Saint-Gervais demande le rattachement de son église, décrite comme pauvre et ruinée, à la collégiale Saint-Jacques de Sallanches. Celle-ci prend possession de l'église plus d'un siècle plus tard, en 1576, par une bulle de Grégoire XIII. C'est à partir de cette date un des religieux du chapitre de Sallanches qui dessert l'église. Seul le clocher de l'église actuelle témoigne encore de la construction médiévale. Ses quatre premiers étages sont construits entre le XIVe et le XVIe siècle.
L'église actuelle de style baroque savoyard est une construction de la toute fin du XVIIe siècle dont la commande est passée en 1696 pour 1400 florins. Ses « maîtres architectes et tailleurs de pierre » sont Jean de la Vougniaz et Pierre de L'Esglise, originaires de La Riva en Valsesia. Le premier est également le maître d’œuvre de la chapelle Notre-Dame-de-la-Gorge et de l'église de Chamonix. L'édifice est consacré en 1702 l’évêque de Genève Michel-Gabriel Rossillon de Bernex. La probable croix de consécration marquant cet évènement est retrouvée sur le mur sud de l'église par une équipe de restaurateurs de peintures en 2016.
Le clocher de l'ancienne église, conservé, est couvert d'un étage supplémentaire puis d'un flèche en 1764, laquelle est détruite par la foudre en 1792. Un nouveau clocher à bulbe est construit en 1819. Trois ans plus tard, le sculpteur luxembourgeois Jean Eichorn réalise le maître-autel et les décors néo-classiques.
En 2016, l'église est restaurée et des vitraux réalisés par le vitrailliste coréen Kim En Joong sont ajoutés.

## Description
La façade s'orne de pilastres et est ouverte d'un portail plein cintre à fronton surmonté d'une statue de la vierge. La façade est couverte d'une avancée du toit peint de motifs chrétiens : la résurrection de Jésus, les martyres de saint Laurent et de saint Étienne.
Saint-Gervais est une église-halle, d'orientation est-ouest, composée d'une nef et deux bas-côtés. L'église compte quatre travées séparées par des piles cruciformes. Le chœur, d'une longueur de deux travées, s'ouvre sous une poutre de gloire orné d'un christ en croix en bois. Sous celui-ci, une chaire à prêcher est situé à gauche du chœur. Un monumental autel et retable néoclassique occupe le mur de chevet et deux autres autels sont situés à l’extrémité des bas-côtés.
Le clocher de l'église est une construction de cinq étages couverte d'un clocher à bulbe. Il est situé au sud-est de l'église et désaxé par rapport à celle-ci. Deux portes couvertes d'arc en tiers-points s'ouvrent au rez-de-chaussée : l'une dans l'église, l'autre à l’extérieur. Les quatrième et cinquième étages du clocher présentent des baies jumelées et une horloge. 

## Protection
L'édifice est classé au titre des monuments historiques en 1987.
L'église possède des objets classés :
- Une chaire à prêcher du XVIIe siècle[12].
- Une statue d'un Christ en croix du XVIIIe siècle[11].
- Un ostensoir du XVIIIe siècle[14].
- Un autel, retable du XIXe siècle, restauré en 1958[13].

### Extérieur de l'église

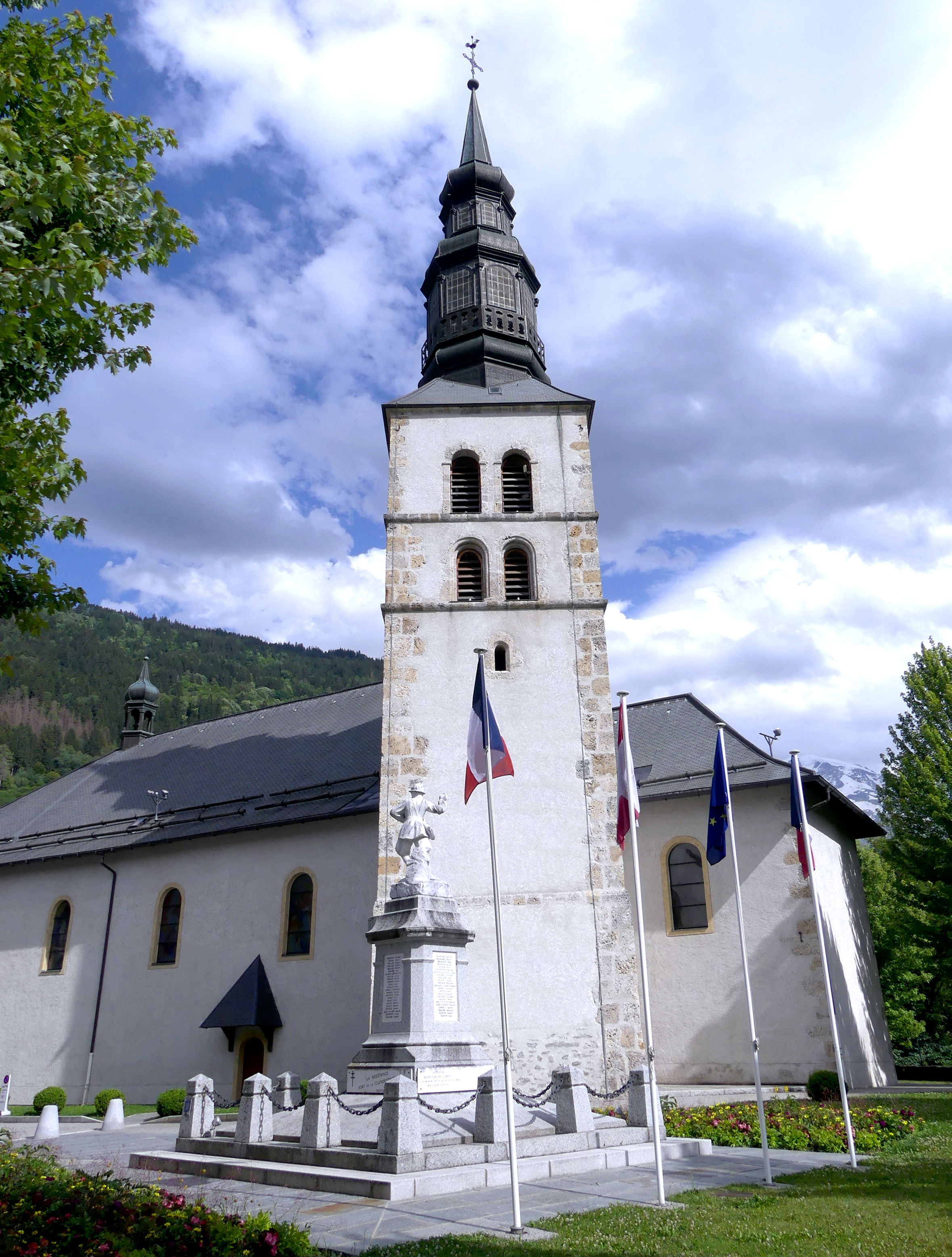
Vue du clocher.
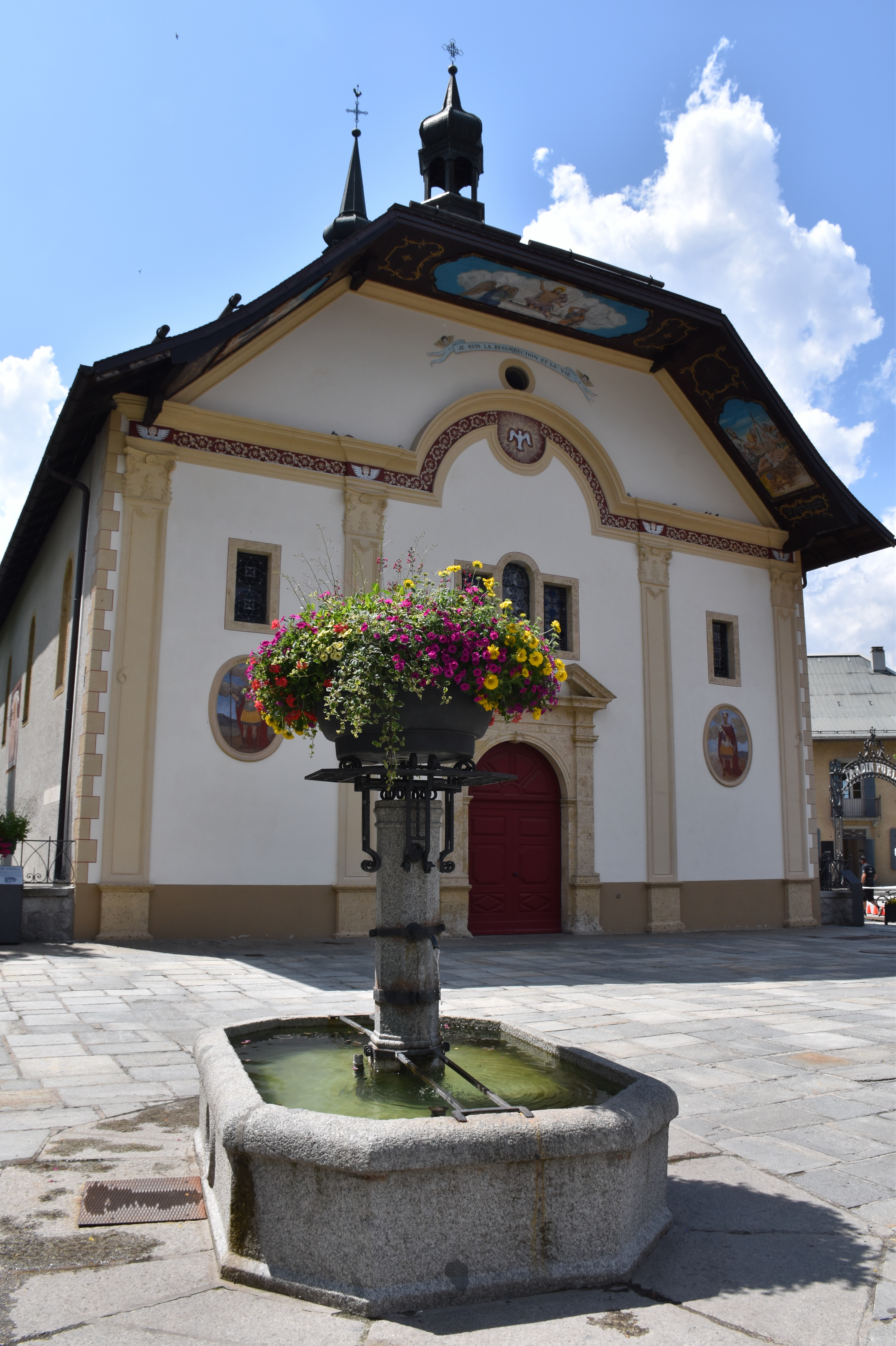
La façade de l'église.
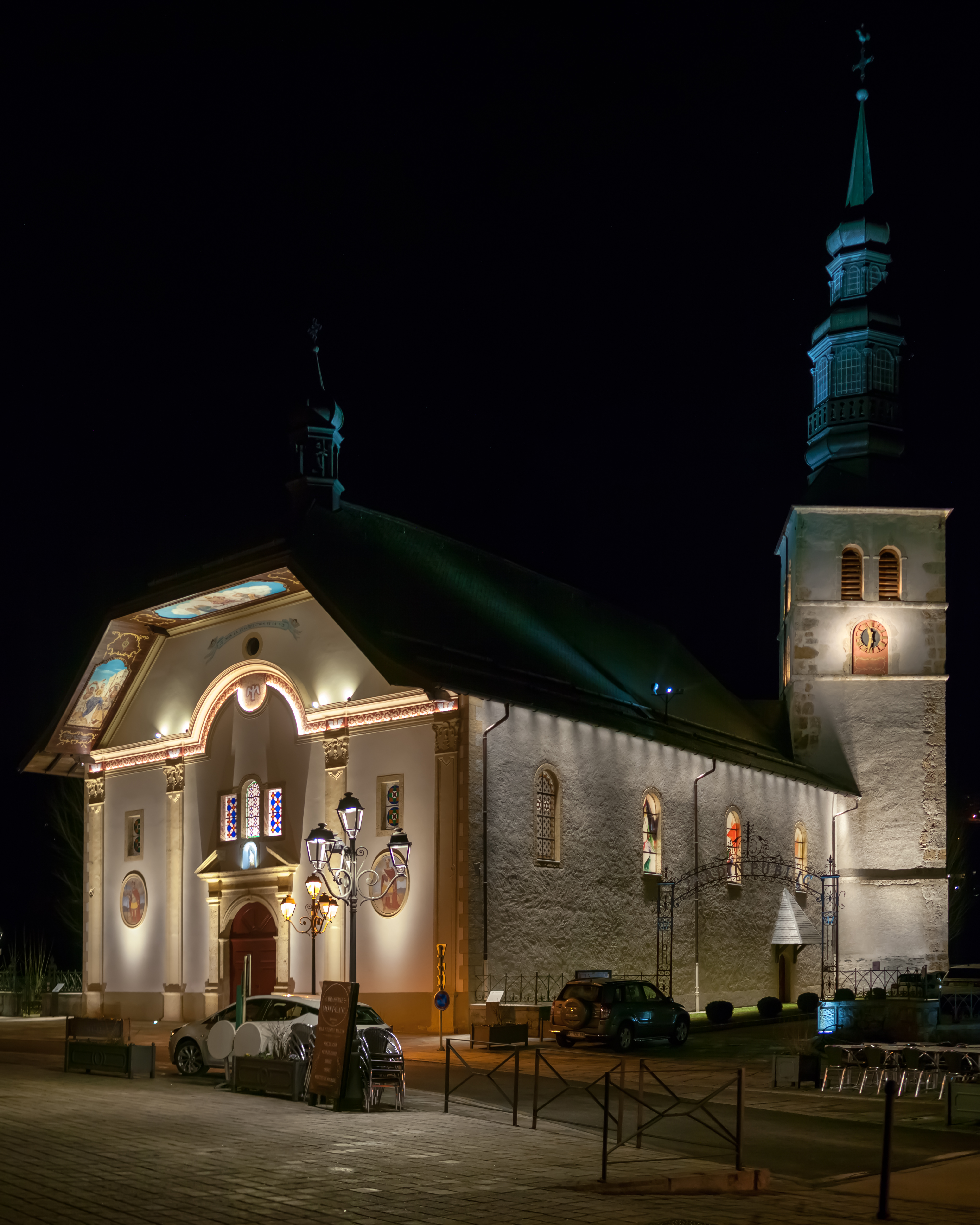
Illuminations hivernales.
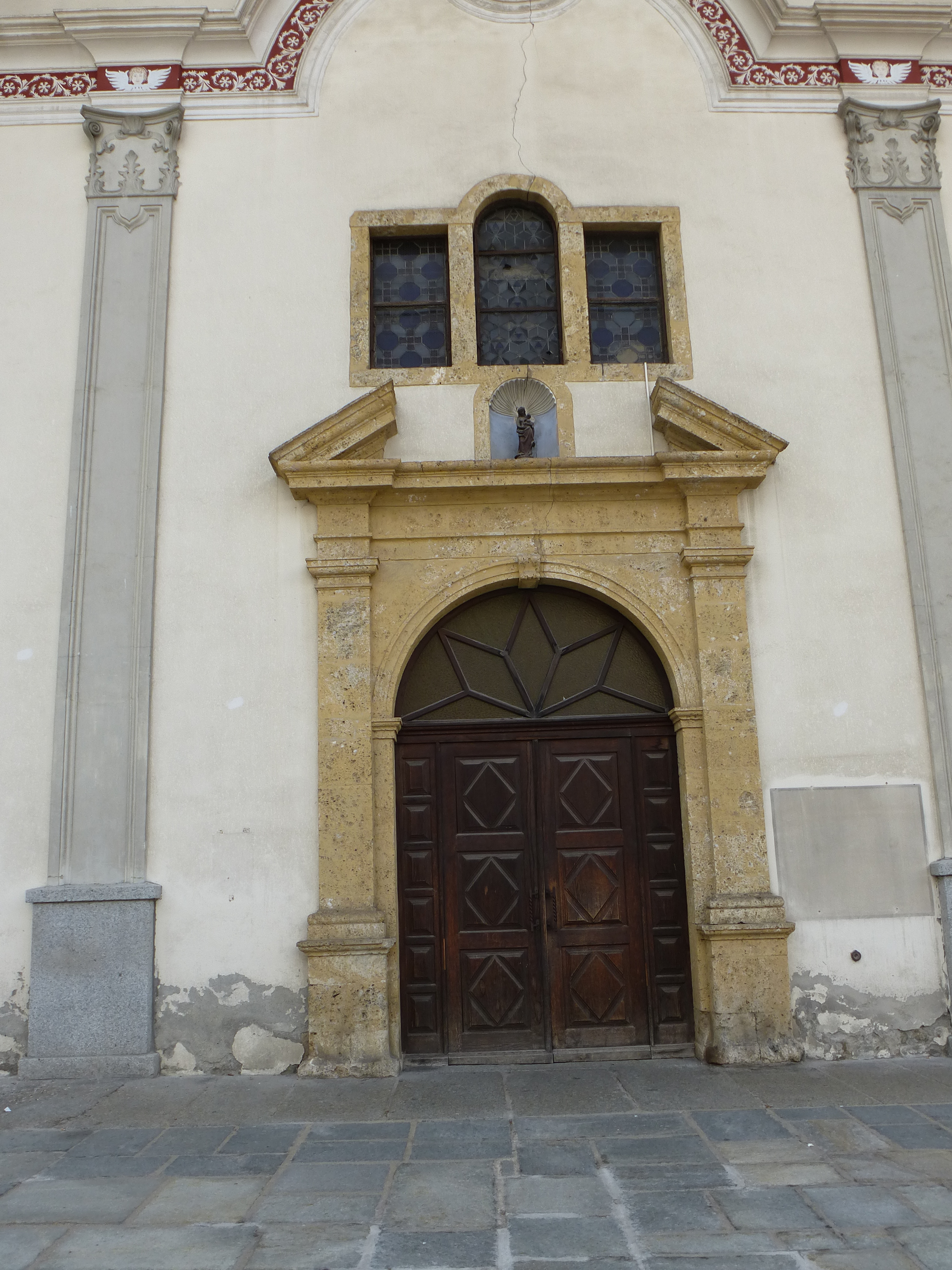
Le portail.
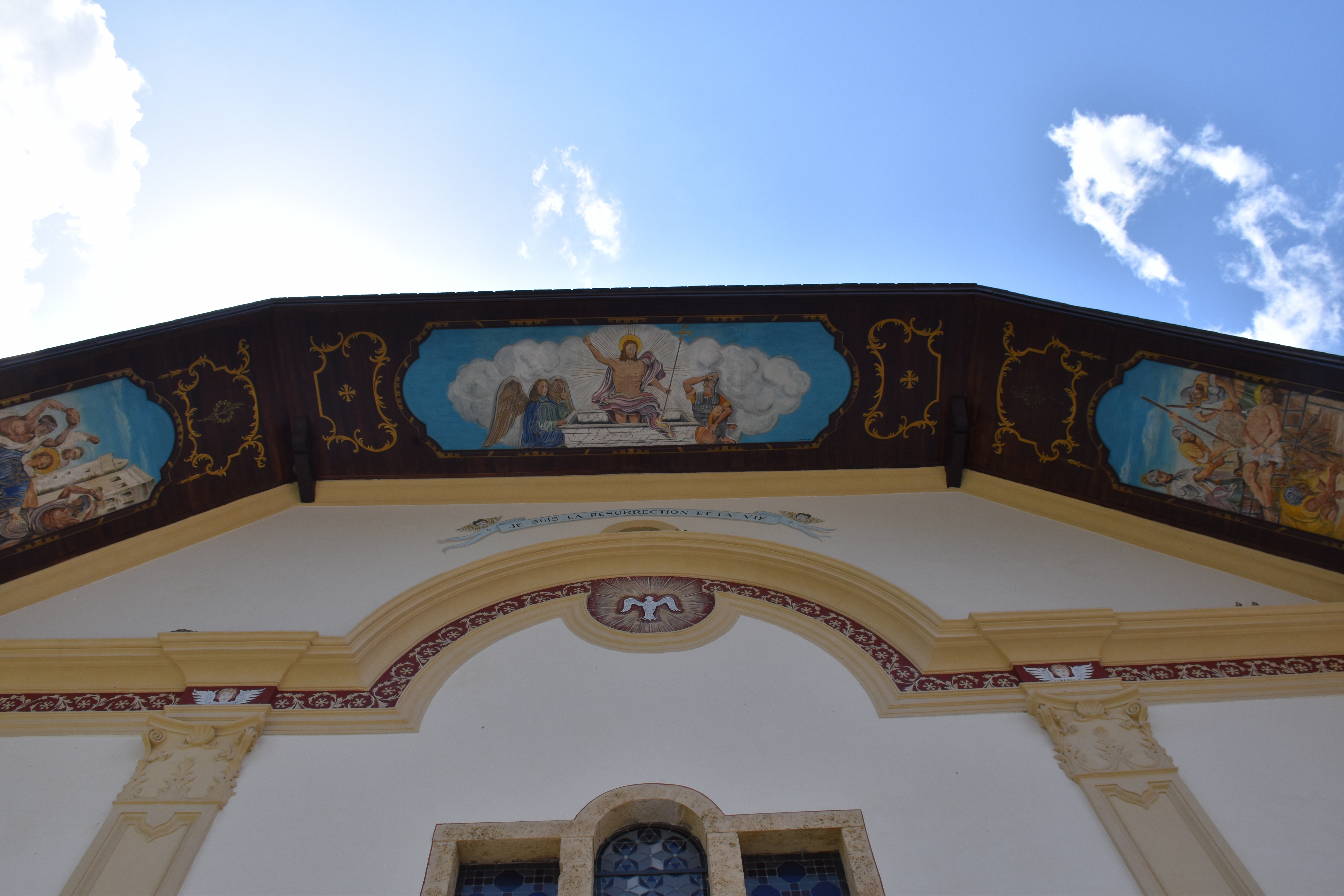
Fresques sur l'auvent de la façade.
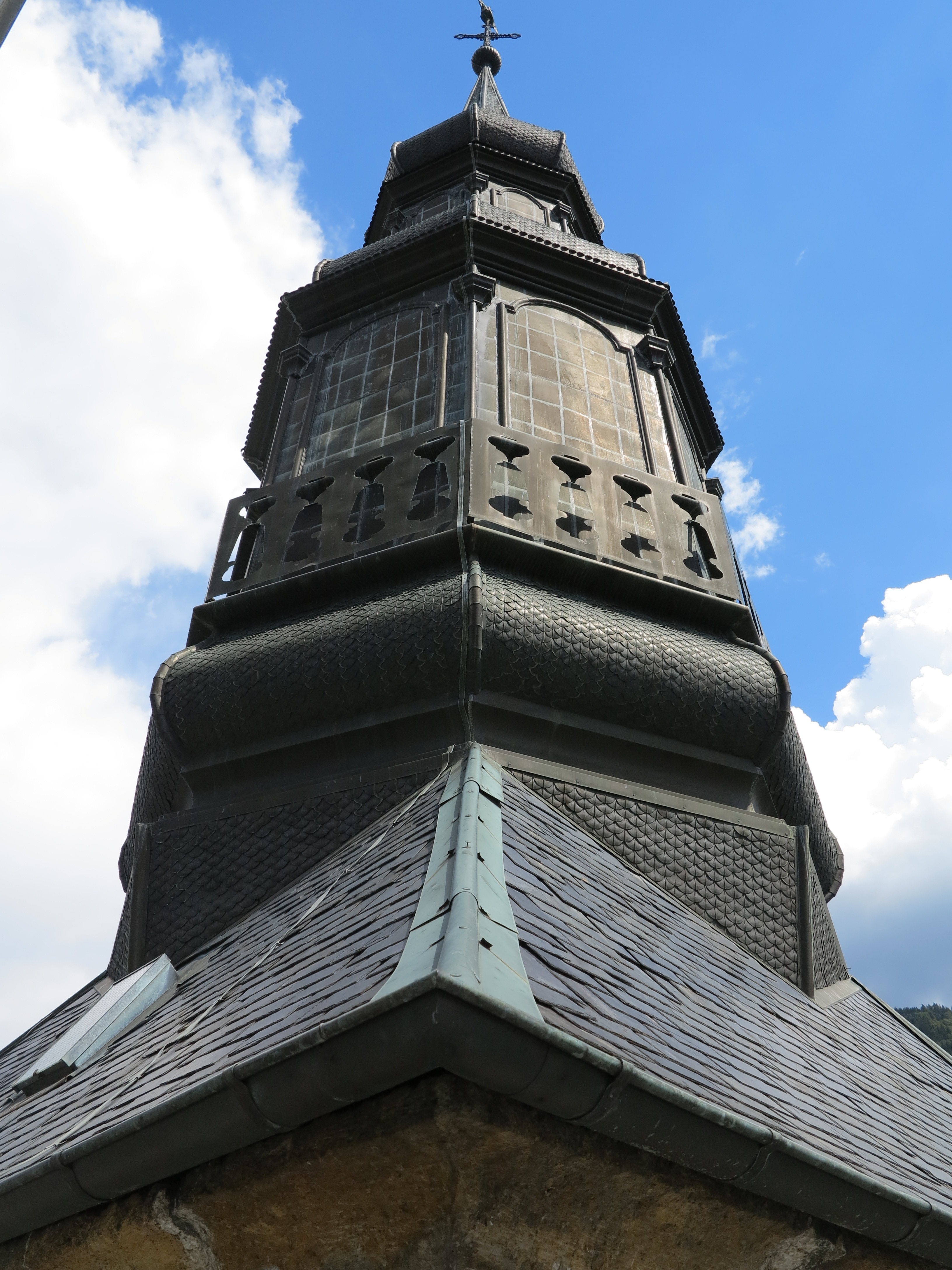
Couverture du clocher

### Intérieur de l'église

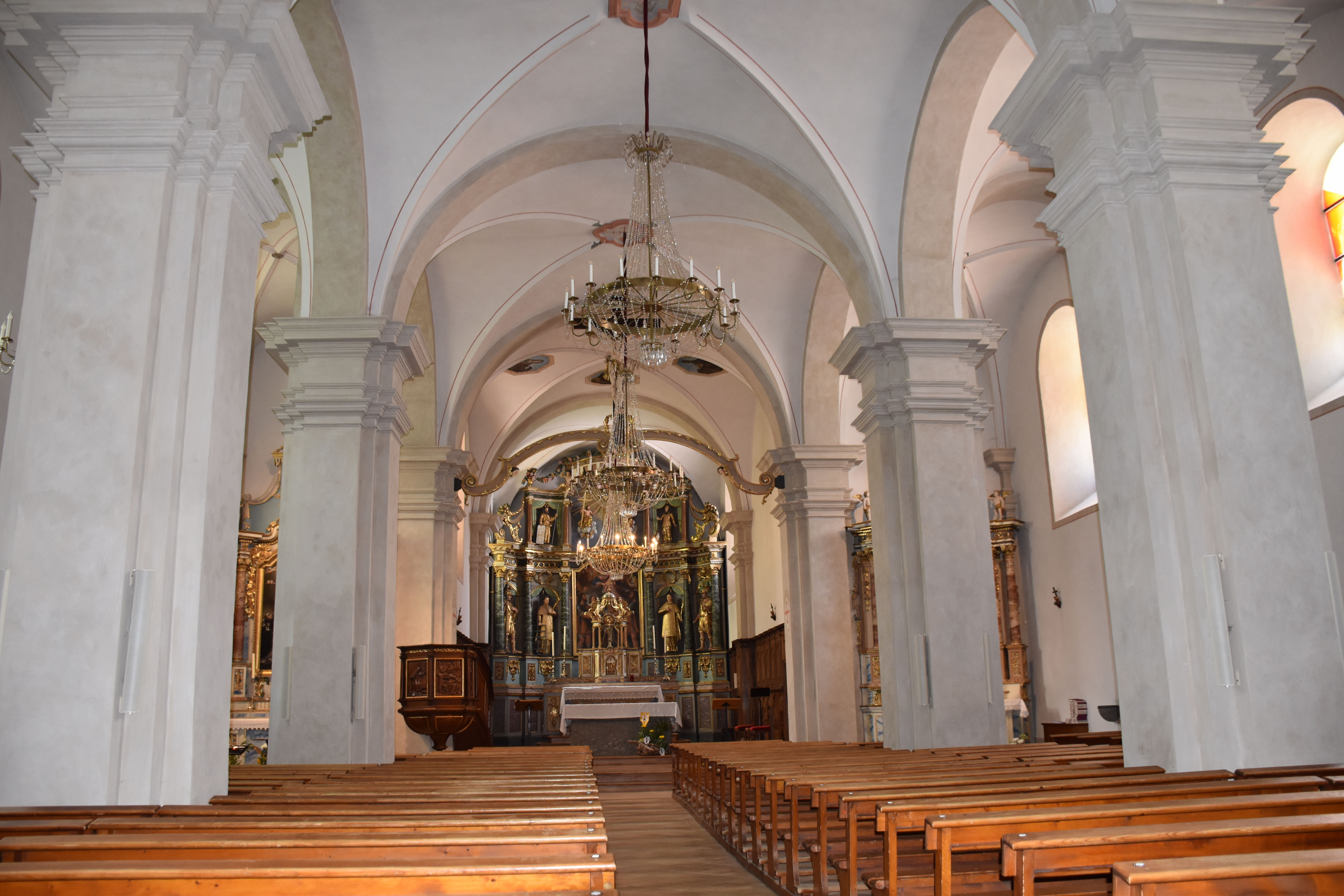
La nef.
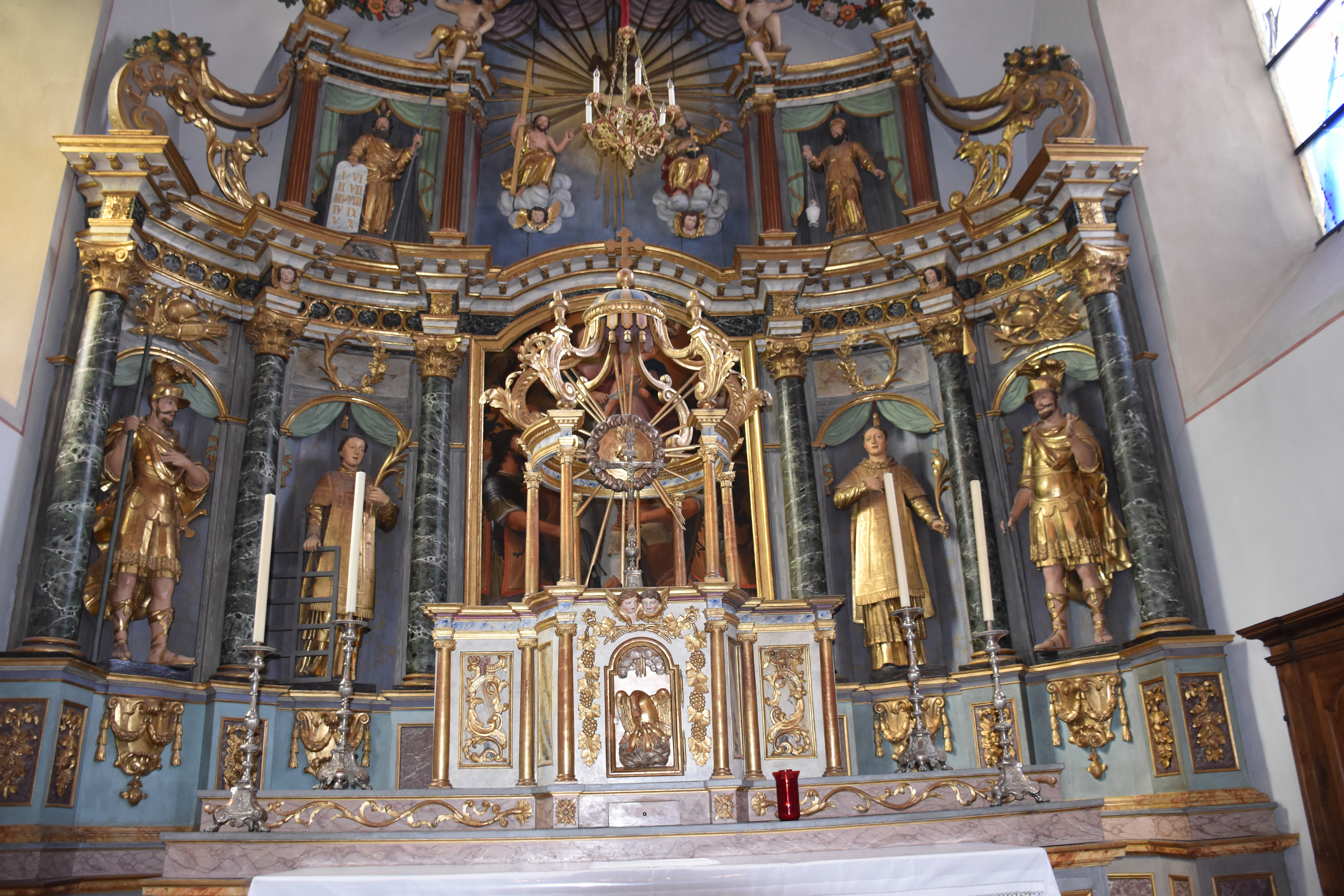
Le retable du maître-autel.
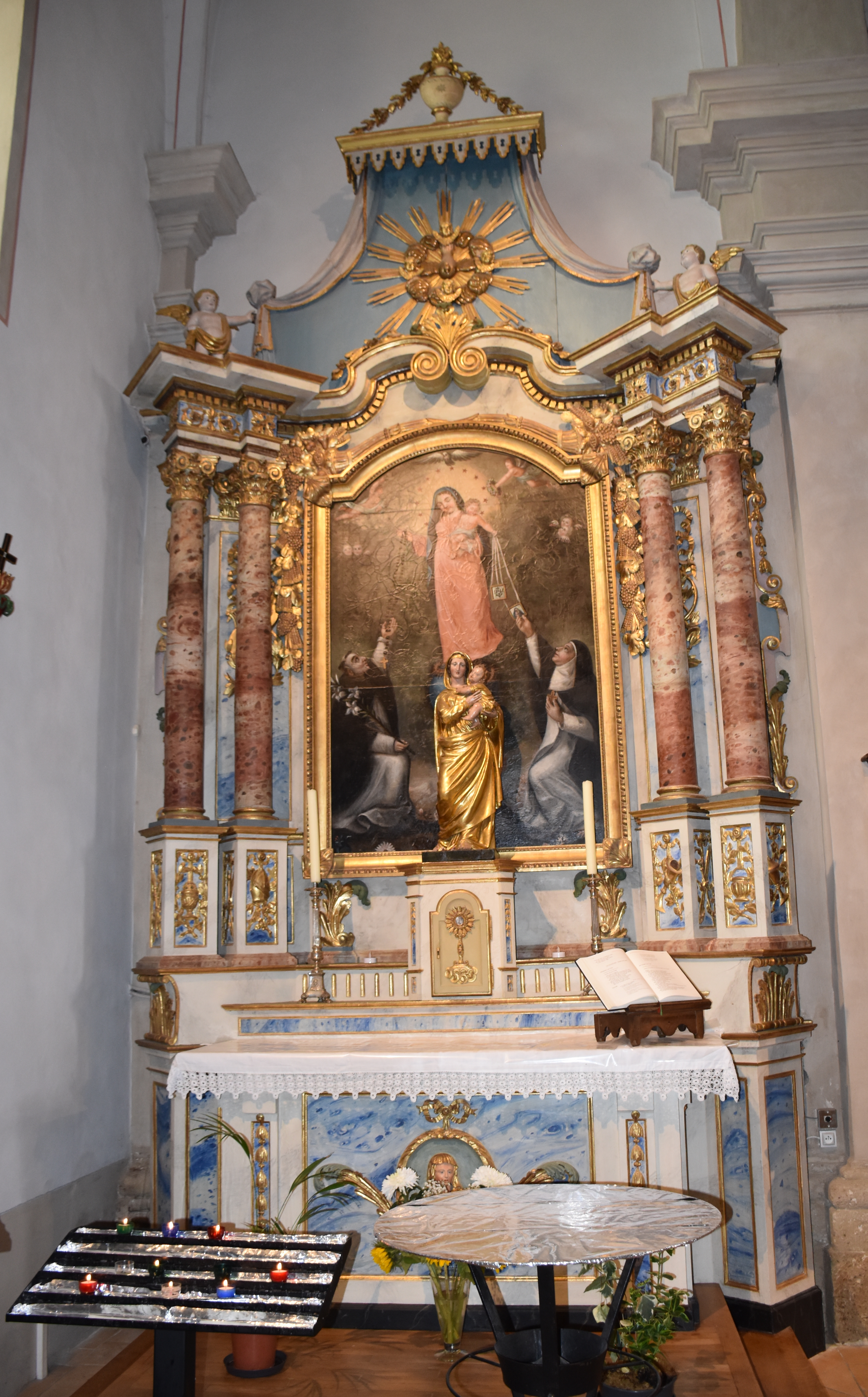
Autel de la Vierge.
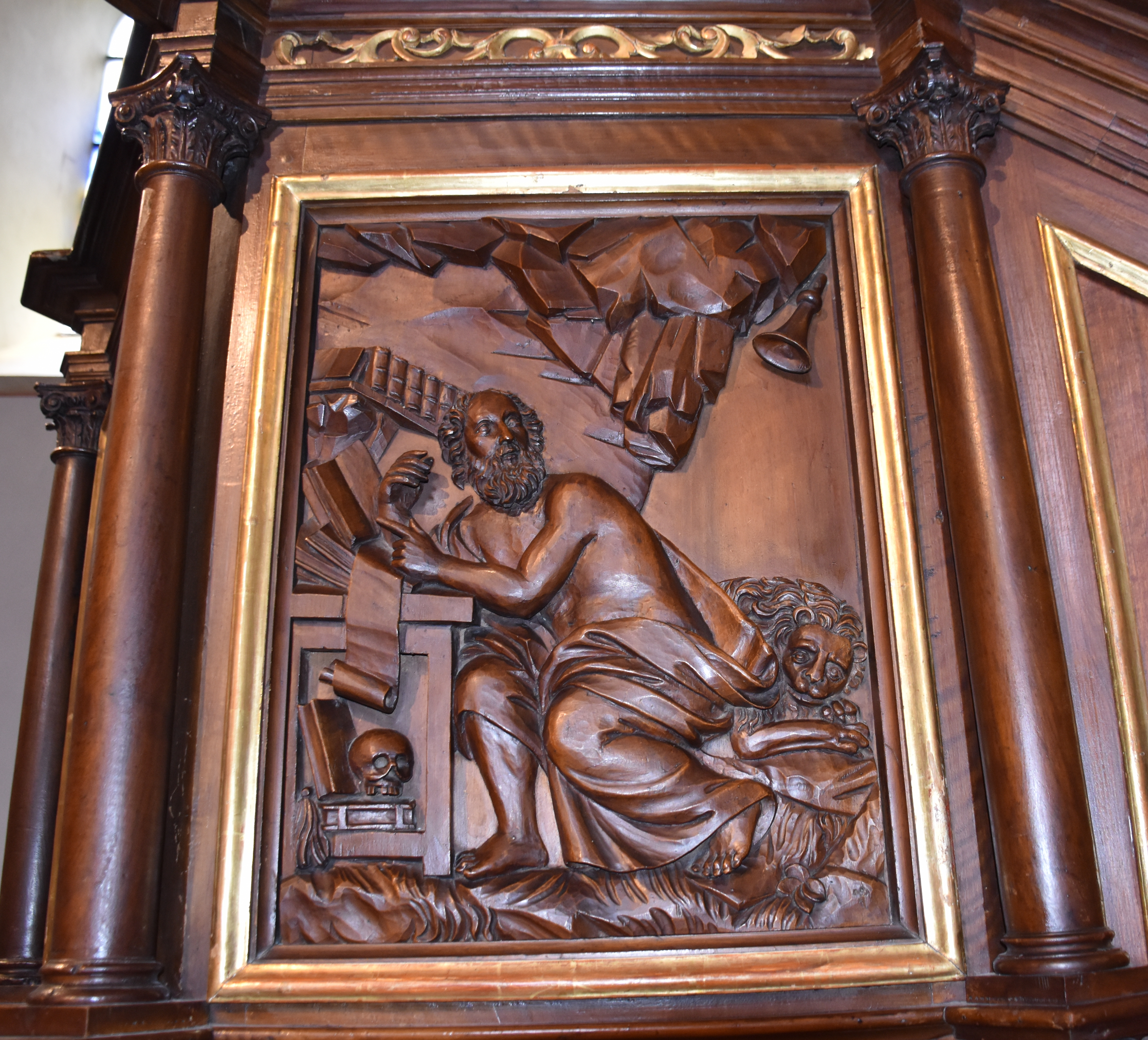
Détail des sculptures de la chaire.
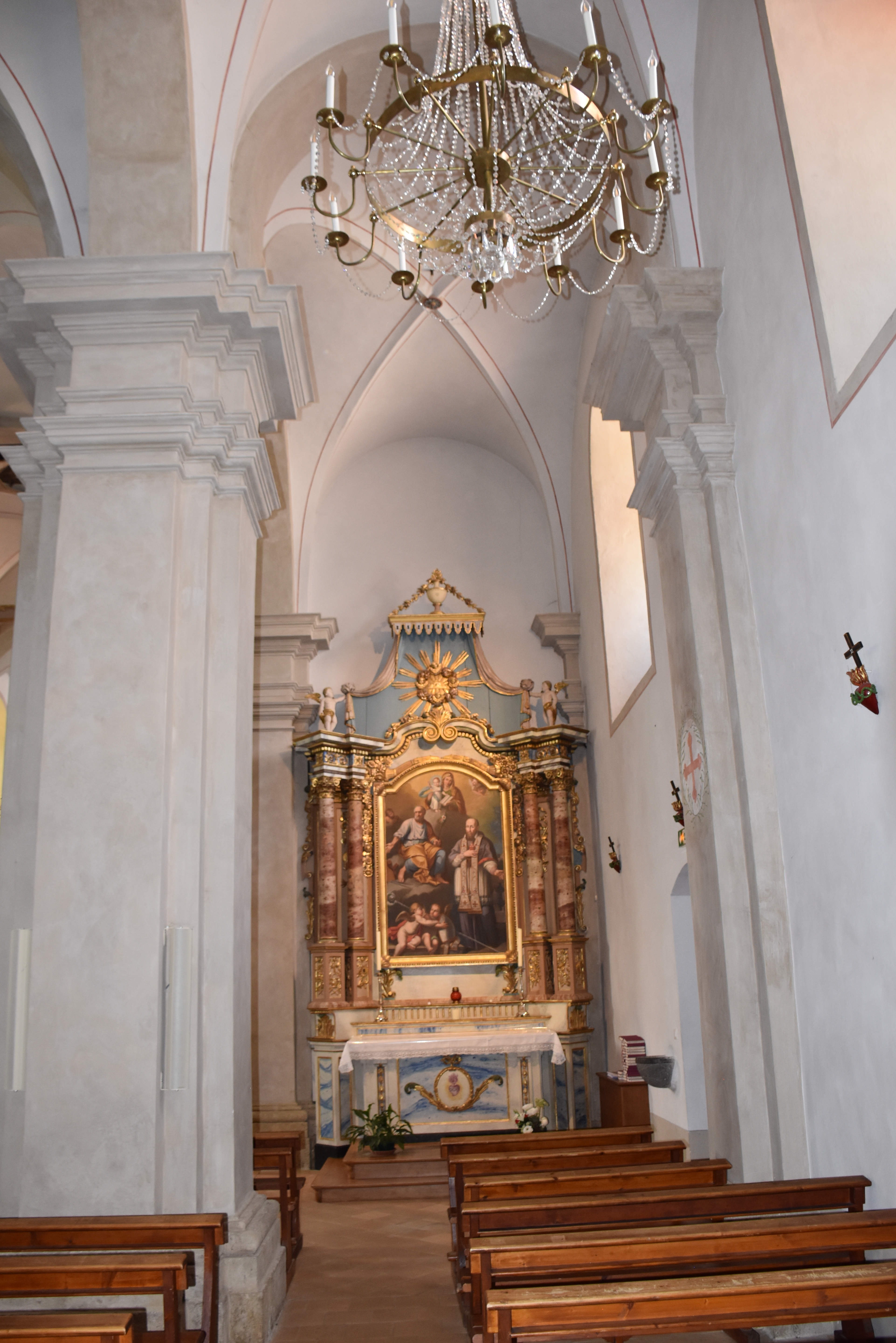
Le bas-côté sud.
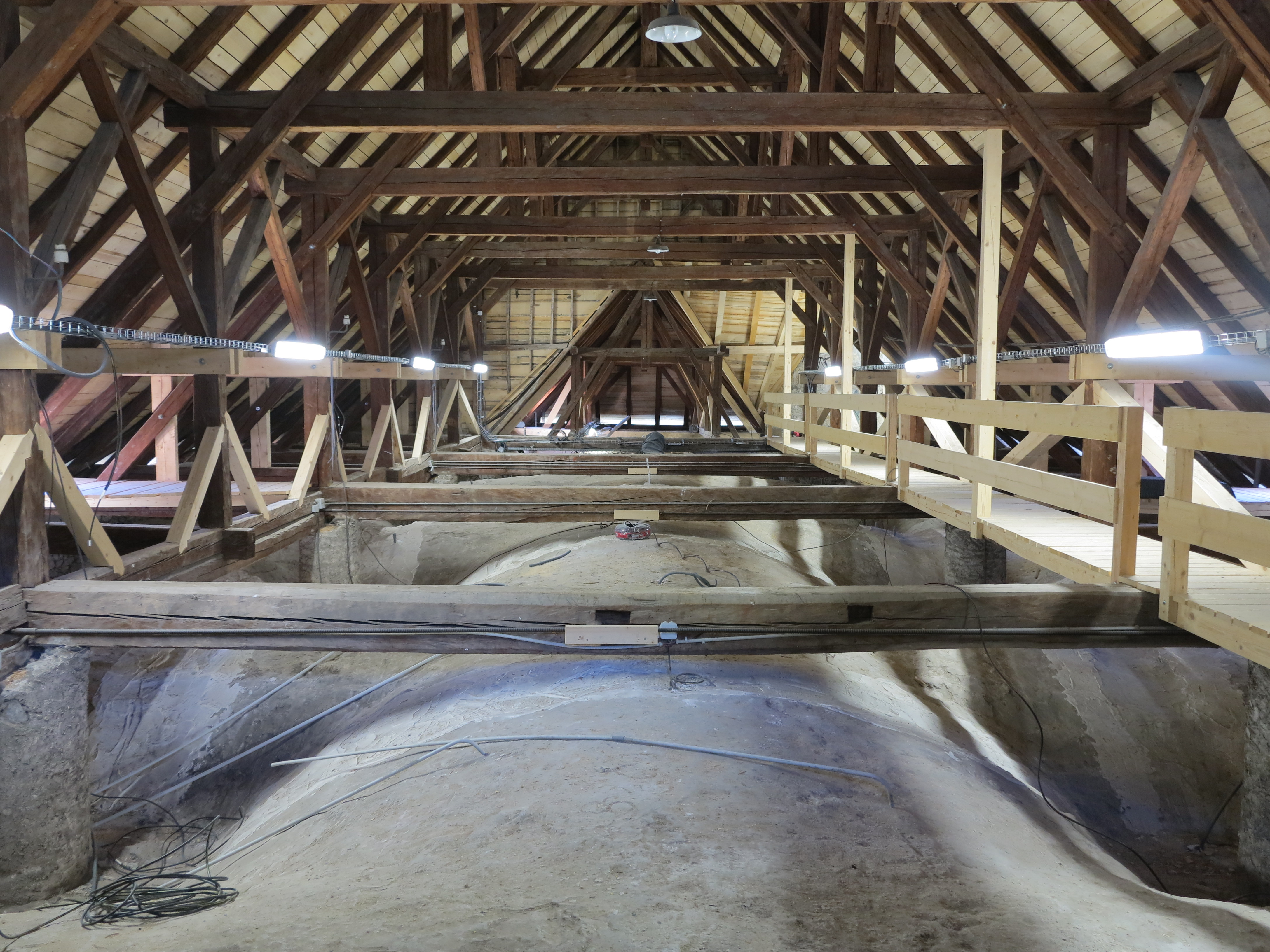
Charpente et voûtes de l'église en 2016